# نعيمة الحاي
نعيمة الحاي (26 مارس 1971 -)، مذيعة كويتية. حاصلة على بكالوريس هندسة كمبيوتر في تخصص الإذاعة والتلفزيون ، عملت كمذيعة في نشرة الأخبار في قناة الوطن، ولقد رشحت نفسها للمجلس الأمة في الكويت ولكن لم يتم انتخابها بالأعوام 2006 و2008 و2009 و2012.